# Panurgica rehni
Panurgica rehni es una especie de mantis de la familia Hymenopodidae.

## Distribución geográfica
Se encuentra en el Congo.